# البطين (محافظة بريدة)
البطين هو مركزٌ سعوديٌ تابعٌ لمحافظة بريدة التابعة لمنطقة القصيم، في المملكة العربية السعودية. المركز من الفئة (أ)، ورمزه 1732 حسب الدليل الترميز الموحد للمناطق الإدارية بالمملكة العربية السعودية.